# Mayumi Kaji
Mayumi Kaji (加治 真弓, Kaji Mayumi, 28 juni 1964) is een voormalig Japans voetbalster.

## Carrière
Kaji speelde voor onder meer Tasaki Kobe Ladies.
Zij nam met het Japans vrouwenvoetbalelftal deel aan de Wereldkampioenschappen vrouwenvoetbal in 1991. Japan werd uitgeschakeld in de groepsfase met de Brazilië, Zweden en de Verenigde Staten. Daar stond zij in alle drie de wedstrijden van Japan opgesteld.

## Statistieken
| Japans vrouwenvoetbalelftal | Japans vrouwenvoetbalelftal | Japans vrouwenvoetbalelftal |
| Jaar                        | Wed.                        | Dlp.                        |
| --------------------------- | --------------------------- | --------------------------- |
| 1981                        | 1                           | 0                           |
| 1982                        | 0                           | 0                           |
| 1983                        | 0                           | 0                           |
| 1984                        | 0                           | 0                           |
| 1985                        | 0                           | 0                           |
| 1986                        | 12                          | 0                           |
| 1987                        | 4                           | 0                           |
| 1988                        | 3                           | 0                           |
| 1989                        | 9                           | 0                           |
| 1990                        | 7                           | 0                           |
| 1991                        | 12                          | 0                           |
| Totaal                      | 48                          | 0                           |